# Lijst van nummer 1-hits in de 3FM Mega Top 50 / Mega Top 30 in 2019
Deze hits stonden in 2019 op nummer 1 in de Mega Top 50, de hitlijst van de Nederlandse radiozender NPO 3FM. Vanaf 7 september heet deze hitlijst Mega Top 30.
| Datum        | Artiest                                      | Titel               |
| ------------ | -------------------------------------------- | ------------------- |
| 5 januari    | Ava Max                                      | Sweet but psycho    |
| 12 januari   | Ava Max                                      | Sweet but psycho    |
| 19 januari   | Panic! at the Disco                          | High hopes          |
| 26 januari   | Kris Kross Amsterdam, Maan, Tabitha & Bizzey | Hij is van mij      |
| 2 februari   | Kris Kross Amsterdam, Maan, Tabitha & Bizzey | Hij is van mij      |
| 9 februari   | Kris Kross Amsterdam, Maan, Tabitha & Bizzey | Hij is van mij      |
| 16 februari  | Nielson                                      | IJskoud             |
| 23 februari  | Nielson                                      | IJskoud             |
| 2 maart      | Nielson                                      | IJskoud             |
| 9 maart      | Kris Kross Amsterdam, Maan, Tabitha & Bizzey | Hij is van mij      |
| 16 maart     | Kris Kross Amsterdam, Maan, Tabitha & Bizzey | Hij is van mij      |
| 23 maart     | Kris Kross Amsterdam, Maan, Tabitha & Bizzey | Hij is van mij      |
| 30 maart     | Suzan & Freek                                | Als het avond is    |
| 6 april      | Suzan & Freek                                | Als het avond is    |
| 13 april     | Mabel                                        | Don't call me up    |
| 20 april     | Avicii & Aloe Blacc                          | SOS                 |
| 27 april     | Avicii & Aloe Blacc                          | SOS                 |
| 4 mei        | Avicii & Aloe Blacc                          | SOS                 |
| 11 mei       | Avicii & Aloe Blacc                          | SOS                 |
| 18 mei       | Duncan Laurence                              | Arcade              |
| 25 mei       | Duncan Laurence                              | Arcade              |
| 1 juni       | Duncan Laurence                              | Arcade              |
| 8 juni       | Duncan Laurence                              | Arcade              |
| 15 juni      | Duncan Laurence                              | Arcade              |
| 22 juni      | Ed Sheeran & Justin Bieber                   | I don't care        |
| 29 juni      | Ed Sheeran & Justin Bieber                   | I don't care        |
| 6 juli       | Shawn Mendes & Camila Cabello                | Señorita            |
| 13 juli      | Shawn Mendes & Camila Cabello                | Señorita            |
| 20 juli      | Shawn Mendes & Camila Cabello                | Señorita            |
| 27 juli      | Shawn Mendes & Camila Cabello                | Señorita            |
| 3 augustus   | Shawn Mendes & Camila Cabello                | Señorita            |
| 10 augustus  | Shawn Mendes & Camila Cabello                | Señorita            |
| 17 augustus  | Shawn Mendes & Camila Cabello                | Señorita            |
| 24 augustus  | Shawn Mendes & Camila Cabello                | Señorita            |
| 31 augustus  | Shawn Mendes & Camila Cabello                | Señorita            |
| 7 september  | Snelle                                       | Reünie              |
| 14 september | Snelle                                       | Reünie              |
| 21 september | Snelle                                       | Reünie              |
| 28 september | Snelle                                       | Reünie              |
| 5 oktober    | Tones and I                                  | Dance monkey        |
| 12 oktober   | Tones and I                                  | Dance monkey        |
| 19 oktober   | Tones and I                                  | Dance monkey        |
| 26 oktober   | Tones and I                                  | Dance monkey        |
| 2 november   | Post Malone                                  | Circles             |
| 9 november   | Post Malone                                  | Circles             |
| 16 november  | Post Malone                                  | Circles             |
| 23 november  | Post Malone                                  | Circles             |
| 30 november  | Post Malone                                  | Circles             |
| 7 december   | Billie Eilish                                | Everything I wanted |
| 14 december  | Billie Eilish                                | Everything I wanted |
| 21 december  | Geen verschijning van Mega Top 30            |                     |
| 28 december  | Post Malone                                  | Circles             |